# Gatows flygplats
Gatows flygplats är en nedlagd flygplats i stadsdelen Kladow i stadsdelsområdet Spandau i Berlin. Flygplatsen är uppkallad efter Berlinstadsdelen Gatow som området tillhörde fram till 2003, då stadsdelsgränserna drogs om. 
Gatows flygplats anlades för Luftwaffes stridspilotutbildning i mitten av 1930-talet. Flygplatsen låg i den brittiska ockupationssektorn av Berlin från 1945 till 1990 och användes främst av britterna i militärt syfte. Den kom även att användas vid Berlins luftbro under Berlinblockaden 1948-1949, tillsammans med Berlin-Tegels flygplats och Berlin-Tempelhofs flygplats. Idag är Gatow hem för Bundeswehrs flygvapenmuseum.

## Historia
Flygplatsen Gatow byggdes 1935 som en del av den tyska upprustningen. Efter färdigställandet flyttade Luftwaffes luftskrigsskola och luftkrigsakademi in. De var Luftwaffes viktigaste utbildningscentra. I maj 1945 intog Röda armén flygplatsen och lämnade sedan över den till brittiska Royal Air Force i juli. På grund av att Gatow delvis låg utanför Berlins stadsgräns, genomfördes ett byte av territorium mellan den brittiska sektorn i Västberlin och den sovjetiska ockupationssektorn i Tyskland 1945 som ledde till att Berlins västra stadsgräns här drogs om så att flygplatsen helt blev del av den brittiska sektorn.
Gatow spelade en viktig roll som en av de tre flygplatserna i Västberlin under Berlinblockaden. Under en period fanns här även civil flygtrafik då BEA tog upp en linje till Västtyskland 1946. 1950 flyttades nästan all civil trafik till Tempelhof och den enda icke-militära användningen blev besök av det brittiska kungahuset. 
Den 18 juni 1994, efter nästan 50 år, lämnade de allierade Berlin och den 7 september 1994 övertog Bundeswehr flygplatsen. År 1995 lades flygtrafiken ner. Idag är området uppdelat på General-Steinhoff-kasernen för Kommando der 3. Luftwaffendivision, Bundeswehrs flygvapenmuseum, ytterligare delar av luftstridskrafterna och det nya bostadsområdet Landstadt Gatow.

## Galleri

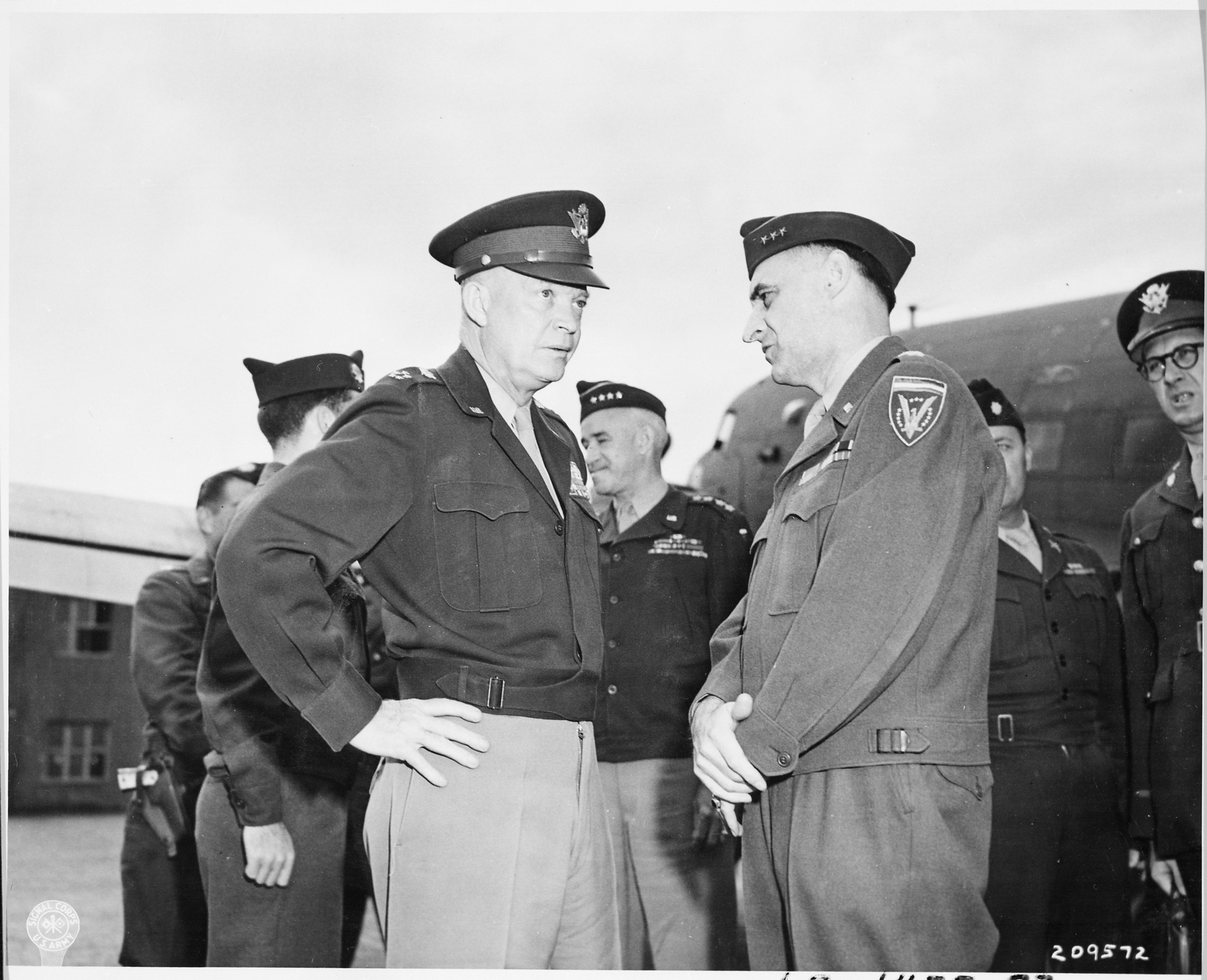
General Dwight D. Eisenhower och Lt. General Lucius D. Clay på flygplatsen Gatow 1945.
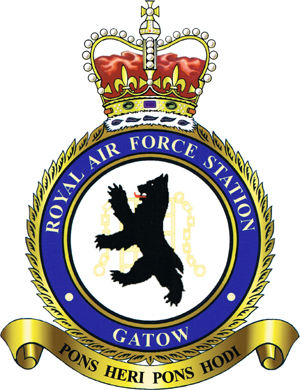
Vapensköld för det brittiska förbandet RAF Gatow